# Fleurier
Fleurier es una localidad y antigua comuna suiza del cantón de Neuchâtel, situada en el distrito de Val-de-Travers. Desde el 1 de enero de 2009 hace parte de la comuna de Val-de-Travers.

## Historia
La primera mención escrita de Boveresse data de 1284 cuando aparece en un documento con el nombre de Fleurye. La comuna mantuvo su autonomía hasta el 31 de diciembre de 2012. El 1 de enero de 2013 pasó a ser una localidad de la nueva comuna de Val-de-Travers, tras la fusión de las antiguas comunas de Boveresse, Buttes, Couvet, Fleurier, Les Bayards, Môtiers, Noiraigue, Saint-Sulpice y Travers.

## Geografía
La antigua comuna limitaba al norte la comuna de Boveresse, al este con Môtiers, al sur con Romairon (VD), Mauborget (VD) y Fontaines-sur-Grandson (VD), al oeste con Buttes, y al noroeste con Saint-Sulpice.

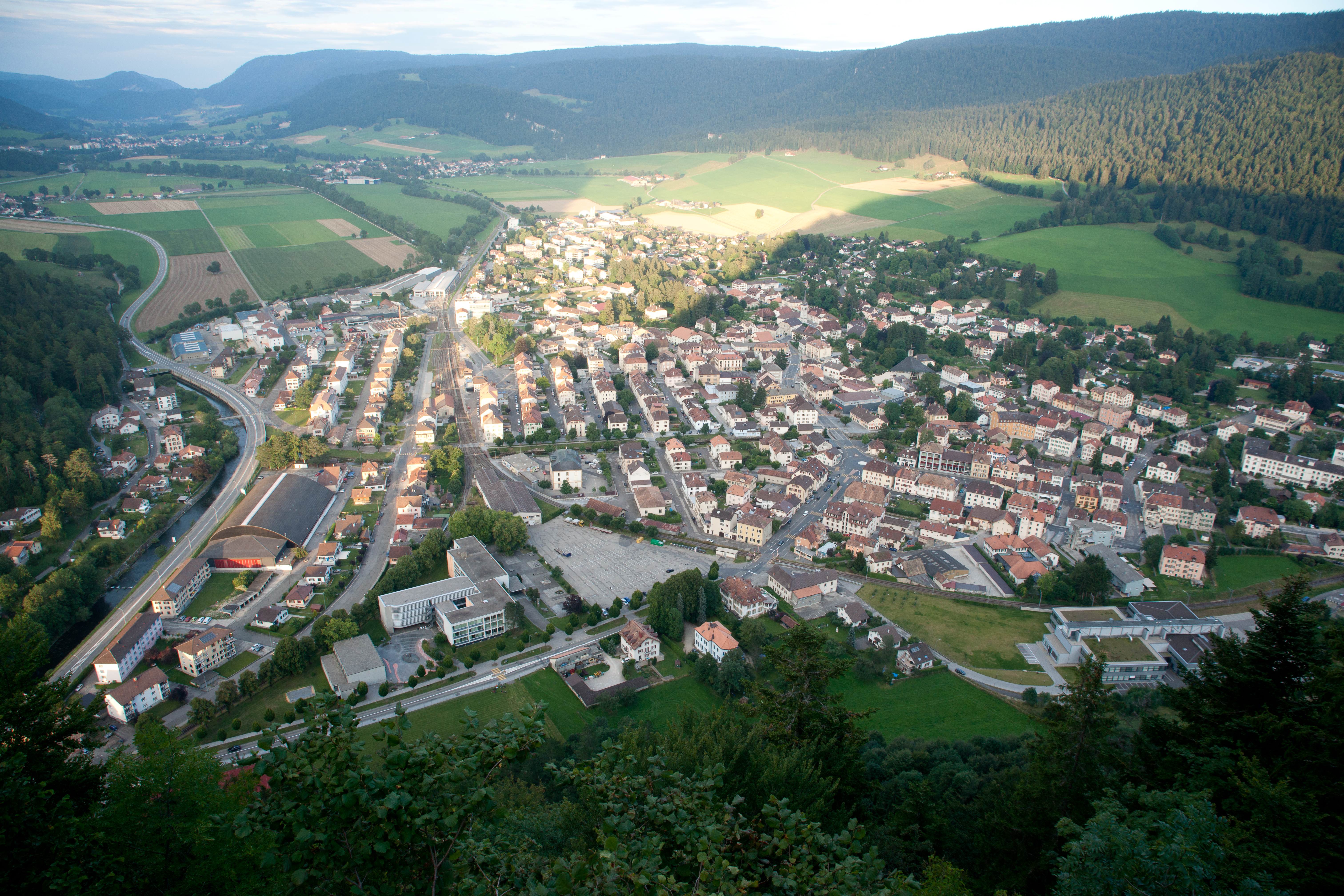
Vista de Fleurier.